# Daoulas
Daoulas (en bretó Daoulaz) és un municipi francès, situat a la regió de Bretanya, al departament de Finisterre. L'any 2006 tenia 1.743 habitants. A l'inici del curs 2007 el 8,1% dels alumnes del municipi eren matriculats a la primària bilingüe.

## Demografia
| 1962                                       | 1968  | 1975  | 1982  | 1990  | 1999  |
| ------------------------------------------ | ----- | ----- | ----- | ----- | ----- |
| 1.117                                      | 1.022 | 1.046 | 1.401 | 1.640 | 1.794 |
| Des de 1962: població sense dobles comptes |       |       |       |       |       |

## Administració
| Període   | Identitat             | Partit |
| --------- | --------------------- | ------ |
| 1989-1995 | Christian Maguet      |        |
| 1995-2018 | Jean-Claude Le Tyrant | PS     |
| 2019-     | Jean-Luc Le Saux      |        |